# Charlotte Kerner
Charlotte Kerner, née le 12 novembre 1950 à Spire, est une autrice de science-fiction féministe et journaliste allemande. Elle obtient le Deutscher Jugendliteraturpreis pour Lise, Atomphysikerin en 1987, qui est la première biographie de Lise Meitner, une physicienne longtemps oubliée. Dans ses romans, elle traite de sujets scientifiques, en particulier de biomédecine, génétique et anthropologie avec un objectif de vulgarisation scientifique.

## Biographie
Charlotte Kerner naît le 12 novembre 1950 à Spire. Elle passe son enfance et sa jeunesse à Spire, sa ville natale. Après des études d'économie et de sociologie à Mannheim, elle travaille d'abord sur un projet de recherche en sociologie urbaine, puis effectue un séjour d'étude d'un an au Canada et en République populaire de Chine. Les expériences qu'elle fait pendant ses voyages là-bas l'incitent à écrire en 1980 son premier livre sur le statut des femmes et des filles en Chine, Jadeperle und Großer Mut. Chinesinnen zwischen gestern und morgen. En tant que journaliste, elle travaille entre autres pour GEO-Wissen, Die Zeit et Emma ; en tant qu'attachée de presse elle travaille pour Jugend forscht (de), un concours scolaire de sciences naturelles et de technique.  
En 1987, elle reçoit pour la première fois le Prix allemand de littérature jeunesse (catégorie livre spécialisé) pour sa biographie Lise, Atomphysikerin. Die Lebensgeschichte der Lise Meitner puis 13 ans plus tard, en 2000, dans la catégorie livre jeunesse, le Prix d'État pour le roman de science-fiction Blaupause - Blueprint, qui a porté à l'écran en 2004 avec Franka Potente dans le rôle principal. Le roman paraît en treize langues. Kerner fait de nombreuses tournées de lecture, également à l'invitation de l'Institut Goethe, au Danemark, en France et en Israël, au Kirghizistan et en Ouzbékistan ainsi qu'aux États-Unis.
En 2012, l'autrice passe trois mois en Chine à enseigner à des étudiants chinois en langue allemande dans différentes universités en tant que conférencière à court terme pour l'Office allemand d'échanges universitaire (de). 
Kerner vit à Lübeck avec sa famille et par intermittence à Pollença à Majorque. 

## Analyse de l'œuvre littéraire
L'œuvre de Charlotte Kerner se concentre sur deux aspects : les biographies de femmes scientifiques et les romans d'anticipation. Dans ses romans, elle traite de sujets scientifiques, en particulier de biomédecine, génétique et anthropologie. Ce sont les personnes et les situations humaines extrêmes qui l'intéressent particulièrement. Dans ces livres, ainsi que dans les biographies, elle explore principalement la vie des femmes sur le plan psychologique. Kerner souhaite ainsi rendre accessible des thèmes scientifiques centraux, en les racontant dans un langage simple et compréhensible.
Selon Kerner, c'est l'obtention du Deutscher Jugendliteraturpreis pour Lise, Atomphysikerin en 1987 qui l'encourage à continuer en tant qu'autrice indépendante. Il s'agit de la première biographie de Lise Meitner, scientifique d'exception, trop longtemps oubliée parce qu'elle avait dû fuir en tant que juive l'Allemagne nazie. 
Lorsqu'elle reçoit le prix de littérature de la GEDOK en 1997, l'éloge dit des œuvres de Charlotte Kerner : « Chacun de ses livres est un voyage de lecture dans un nouveau monde ».
L'objectif de Kerner avec le roman Blueprint-Blaupause, publié en 2004, est que chacun puisse se faire sa propre opinion sur le thème du clonage humain. Le roman, qui raconte de manière radicale une histoire mère-fille particulière du point de vue du clone Siri qui raconte les conséquences très lourdes de son éducation, « est un livre à débattre », selon Kerner,. Blueprint-Blaupause est devenu un classique et une lecture scolaire.

## Œuvres

### Romans
- (de) Charlotte Kerner, Geboren 1999 : eine Zukunftsgeschichte, Beltz & Gelberg, 1989 (ISBN 3-407-80685-X et 978-3-407-80685-7, OCLC 26596818)
- (de) Charlotte Kerner, Blueprint-Blaupause, 2004 (ISBN 978-3-407-78909-9, 3-407-78909-2 et 978-3-407-74102-8, OCLC 723156970)
  - Zao plod : plava kopija, Znanje, Zagreb 2003 (croate).
  - Kopija, Učila, Tržič 2001 ( slovène :).
- (de) Charlotte Kerner, Roman um ein wissenschaftliches Experiment, Piper, 2008 (ISBN 3492271464)
- (de) Charlotte Kerner, Jane reloaded, Weinheim, Beltz & Gelberg, 2011, 214 pages (ISBN 978-3-407-81092-2)[11]

### Non-fiction et biographies
- avec (de) Ann-Kathrin Scheerer, Jadeperle und Grosser Mut: Chinesinnen zwischen gestern und morgen, O. Maier, 1980 (ISBN 3-473-35221-7 et 978-3-473-35221-0, OCLC 11566681)
- (de) Charlotte Kerner, Seidenraupe, Dschungelblüte : die Lebensgeschichte der Maria Sibylla Merian, Beltz & Gelberg, 1988 (ISBN 3-407-80675-2 et 978-3-407-80675-8, OCLC 123914359)
- (de) Charlotte Kerner, Lise, Atomphysikerin die Lebensgeschichte der Lise Meitner, 1990 (ISBN 978-3-407-80664-2 et 3-407-80664-7, OCLC 75168453).
  - Lise Meitnerová, Academia, Prague 2009 ( tchèque :)
- (de) Charlotte Kerner, "Alle Schönheit des Himmels" die Lebensgeschichte der Hildegard von Bingen, 1993 (ISBN 978-3-407-80726-7, 3-407-80726-0 et 3-407-80736-8, OCLC 75423529).
- (de) Charlotte Kerner, Die Nonkonformistin. Die Lebensgeschichte der Designerin und Architektin Eileen Gray, Weinheim, Beltz & Gelberg, 2002 (ISBN 978-3-492-27146-2)
- (de) Charlotte Kerner, Rote Sonne, Roter Tiger – Rebell und Tyrann. Die Lebensgeschichte des Mao Zedong, Weinheim, Beltz & Gelberg, 2015 (ISBN 978-3-407-81196-7)

### Livre de voyage et de photo
- (de) Charlotte Kerner, Sehnsuchtsfels Mallorca - Portrait einer Insel, Tuebingen, édition Wasmuth, 2016 (ISBN 978-3-8030-3379-6)

### Direction de la publication
- (de) Charlotte Kerner, Kinderkriegen. Ein Nachdenkbuch, 1985 (ISBN 978-3-407-80654-3 et 3-407-80654-X, OCLC 74720643)
- (de) Charlotte Kerner, Nicht nur Madame Curie ... Frauen, die den Nobelpreis bekamen, 1990 (ISBN 978-3-407-80691-8 et 3-407-80691-4, OCLC 75322601)
- (de) Charlotte Kerner, Madame Curie und ihre Schwestern. Frauen, die den Nobelpreis bekamen, Bâle, Belz, Weinheim, 1997 (ISBN 3-407-80845-3)
- (de) Charlotte Kerner, Sternenflug und Sonnenfeuer. Porträts der Astronominnen Maria Cunitz, Caroline Herschel und Maria Mitchell., Weinheim, 2004
- (de) Charlotte Kerner, Claudia Eberhard-Metzger, Susanne Paulsen et Michael Najjar, Die nächste GENeration science + fiction, 2009 (ISBN 978-3-407-75346-5 et 3-407-75346-2, OCLC 318215316)
- (de) Charlotte Kerner, Die Fantastischen 6 die Lebensgeschichten von Stephen King, Philip K. Dick, Stanislaw Lem, J. R. R. Tolkien, Bram Stoker, Mary Shelley, 2010 (ISBN 978-3-407-81070-0 et 3-407-81070-9, OCLC 551701077)

## Adaptations cinématographiques
- 1992 : Geboren 1999 (téléfilm), réalisateur : Kai Wessel, scénario : Beate Langmaack[12].
- 2004 : Blueprint, réalisateur : Rolf Schübel, scénario : Claus Cornelius Fischer[4].

## Distinctions
- Premier prix « Reporter der Wissenschaft » 1979[8].
- Prix allemand de littérature jeunesse 1987pour Lise, Atomphysikerin. Die Lebensgeschichte der Lise Meitner[13].
- Prix de littérature de GEDOK 1997[2],[8].
- Prix allemand de littérature jeunesse 2000 pour Blueprint[2].